# Japan Open
Die Japan Open, derzeit Yonex Open Japan nach dem Sportartikelhersteller Yonex betitelt, sind im Badminton eine offene internationale Meisterschaft von Japan. Offiziell führt der japanische Verband seit 1982 Statistiken für die Japan Open. Vorläufer der Japan Open waren internationale Meisterschaften, die 1977 zum 7. Mal ausgetragen wurden. Derzeitige Veranstaltungsorte sind in Shibuya in Tokio das Tokyo Metropolitan Gymnasium oder das Yoyogi National Gymnasium.

## Die Sieger
| Jahr      | Herreneinzel     | Dameneinzel     | Herrendoppel                                   | Damendoppel                             | Mixed                                             |
| --------- | ---------------- | --------------- | ---------------------------------------------- | --------------------------------------- | ------------------------------------------------- |
| 1977      | Thomas Kihlström | Lene Køppen     | Steen Skovgaard Flemming Delfs                 | Inge Borgstrøm Lene Køppen              | nicht ausgetragen                                 |
| 1981      | Rudy Hartono     | Hwang Sun-ai    | Christian Hadinata Lius Pongoh                 | Yoshiko Yonekura Atsuko Tokuda          | nicht ausgetragen                                 |
| 1982      | Thomas Kihlström | Li Lingwei      | Hariamanto Kartono Rudy Heryanto               | Nora Perry Jane Webster                 | Mike Tredgett Nora Perry                          |
| 1983      | Han Jian         | Han Aiping      | Thomas Kihlström Stefan Karlsson               | Gillian Clark Gillian Gilks             | Thomas Kihlström Nora Perry                       |
| 1984      | Morten Frost     | Zheng Yuli      | Thomas Kihlström Stefan Karlsson               | Karen Beckman Gillian Gilks             | Martin Dew Gillian Gilks                          |
| 1985      | Zhao Jianhua     | Wu Jianqiu      | Park Joo-bong Kim Moon-soo                     | Kim Yun-ja Yoo Sang-hee                 | Billy Gilliland Gillian Gowers                    |
| 1986      | Yang Yang        | Li Lingwei      | Razif Sidek Jalani Sidek                       | Wu Dixi Lin Ying                        | Billy Gilliland Nora Perry                        |
| 1987      | Xiong Guobao     | Li Lingwei      | Liem Swie King Eddy Hartono                    | Lin Ying Guan Weizhen                   | Lee Deuk-choon Chung Myung-hee                    |
| 1988      | Nick Yates       | Han Aiping      | Tian Bingyi Li Yongbo                          | Chung Myung-hee Chung So-young          | Park Joo-bong Chung Myung-hee                     |
| 1989      | Yang Yang        | Li Lingwei      | Park Joo-bong Lee Sang-bok                     | Gillian Clark Julie Munday              | Park Joo-bong Chung Myung-hee                     |
| 1990      | Morten Frost     | Huang Hua       | Park Joo-bong Kim Moon-soo                     | Yao Fen Lai Caiqin                      | Park Joo-bong Chung Myung-hee                     |
| 1991      | Ardy Wiranata    | Huang Hua       | Park Joo-bong Kim Moon-soo                     | Gillian Clark Gillian Gowers            | Park Joo-bong Chung Myung-hee                     |
| 1992      | Ardy Wiranata    | Susi Susanti    | Chen Kang Chen Hongyong                        | Chung So-young Hwang Hye-young          | Thomas Lund Pernille Dupont                       |
| 1993      | Heryanto Arbi    | Ye Zhaoying     | Chen Kang Chen Hongyong                        | Chung So-young Gil Young-ah             | Thomas Lund Catrine Bengtsson                     |
| 1994      | Ardy Wiranata    | Susi Susanti    | Ricky Subagja Denny Kantono                    | Chung So-young Gil Young-ah             | Jon Holst-Christensen Catrine Bengtsson           |
| 1995      | Heryanto Arbi    | Susi Susanti    | Ricky Subagja Rexy Mainaky                     | Ge Fei Gu Jun                           | Thomas Lund Marlene Thomsen                       |
| 1996      | Joko Suprianto   | Ye Zhaoying     | Ricky Subagja Rexy Mainaky                     | Gil Young-ah Jang Hye-ock               | Park Joo-bong Ra Kyung-min                        |
| 1997      | Peter Rasmussen  | Mia Audina      | Ricky Subagja Rexy Mainaky                     | Ge Fei Gu Jun                           | Liu Yong Ge Fei                                   |
| 1998      | Peter Gade       | Gong Zhichao    | Cheah Soon Kit Yap Kim Hock                    | Ge Fei Gu Jun                           | Kim Dong-moon Ra Kyung-min                        |
| 1999      | Peter Gade       | Ye Zhaoying     | Ha Tae-kwon Kim Dong-moon                      | Ge Fei Gu Jun                           | Liu Yong Ge Fei                                   |
| 2000      | Ji Xinpeng       | Gong Zhichao    | Candra Wijaya Tony Gunawan                     | Huang Nanyan Yang Wei                   | Liu Yong Ge Fei                                   |
| 2001      | Roslin Hashim    | Zhou Mi         | Candra Wijaya Sigit Budiarto                   | Gao Ling Huang Sui                      | Bambang Suprianto Minarti Timur                   |
| 2002      | Lee Hyun-il      | Zhou Mi         | Chan Chong Ming Chew Choon Eng                 | Ra Kyung-min Lee Kyung-won              | Kim Dong-moon Ra Kyung-min                        |
| 2003      | Xia Xuanze       | Camilla Martin  | Flandy Limpele Eng Hian                        | Gao Ling Huang Sui                      | Zhang Jun Gao Ling                                |
| 2004      | Ronald Susilo    | Mia Audina      | Ha Tae-kwon Kim Dong-moon                      | Ra Kyung-min Lee Kyung-won              | Nova Widianto Vita Marissa                        |
| 2005      | Lin Dan          | Zhang Ning      | Jens Eriksen Martin Lundgaard Hansen           | Yang Wei Zhang Jiewen                   | Sudket Prapakamol Saralee Thungthongkam           |
| 2006      | Lin Dan          | Zhang Ning      | Candra Wijaya Tony Gunawan                     | Gao Ling Huang Sui                      | Flandy Limpele Vita Marissa                       |
| 2007      | Lee Chong Wei    | Tine Rasmussen  | Candra Wijaya Tony Gunawan                     | Yang Wei Zhang Jiewen                   | Zheng Bo Gao Ling                                 |
| 2008      | Sony Dwi Kuncoro | Wang Yihan      | Lars Paaske Jonas Rasmussen                    | Cheng Shu Zhao Yunlei                   | Muhammad Rizal Vita Marissa                       |
| 2009      | Bao Chunlai      | Wang Yihan      | Markis Kido Hendra Setiawan                    | Ma Jin Wang Xiaoli                      | Songphon Anugritayawon Kunchala Voravichitchaikul |
| 2010      | Lee Chong Wei    | Jiang Yanjiao   | Cai Yun Fu Haifeng                             | Wang Xiaoli Yu Yang                     | Zhang Nan Zhao Yunlei                             |
| 2011      | Chen Long        | Wang Yihan      | Cai Yun Fu Haifeng                             | Bao Yixin Zhong Qianxin                 | Chen Hung-ling Cheng Wen-hsing                    |
| 2012      | Lee Chong Wei    | Tai Tzu-ying    | Kim Ki-jung Kim Sa-rang                        | Poon Lok Yan Tse Ying Suet              | Chan Peng Soon Goh Liu Ying                       |
| 2013      | Lee Chong Wei    | Akane Yamaguchi | Mohammad Ahsan Hendra Setiawan                 | Ma Jin Tang Jinhua                      | Zhang Nan Zhao Yunlei                             |
| 2014      | Lee Chong Wei    | Li Xuerui       | Lee Yong-dae Yoo Yeon-seong                    | Misaki Matsutomo Ayaka Takahashi        | Zhang Nan Zhao Yunlei                             |
| 2015      | Lin Dan          | Nozomi Okuhara  | Lee Yong-dae Yoo Yeon-seong                    | Zhao Yunlei Zhong Qianxin               | Joachim Fischer Nielsen Christinna Pedersen       |
| 2016      | Lee Chong Wei    | He Bingjiao     | Li Junhui Liu Yuchen                           | Kamilla Rytter Juhl Christinna Pedersen | Zheng Siwei Chen Qingchen                         |
| 2017      | Viktor Axelsen   | Carolina Marín  | Markus Fernaldi Gideon Kevin Sanjaya Sukamuljo | Misaki Matsutomo Ayaka Takahashi        | Wang Yilu Huang Dongping                          |
| 2018      | Kento Momota     | Carolina Marín  | Markus Fernaldi Gideon Kevin Sanjaya Sukamuljo | Yuki Fukushima Sayaka Hirota            | Zheng Siwei Huang Yaqiong                         |
| 2019      | Kento Momota     | Akane Yamaguchi | Markus Fernaldi Gideon Kevin Sanjaya Sukamuljo | Kim So-young Kong Hee-yong              | Wang Yilu Huang Dongping                          |
| 2020 2021 | abgesagt         | abgesagt        | abgesagt                                       | abgesagt                                | abgesagt                                          |
| 2022      | Kenta Nishimoto  | Akane Yamaguchi | Liang Weikeng Wang Chang                       | Jeong Na-eun Kim Hye-jeong              | Dechapol Puavaranukroh Sapsiree Taerattanachai    |
| 2023      | Viktor Axelsen   | An Se-young     | Lee Yang Wang Chi-lin                          | Kim So-young Kong Hee-yong              | Yuta Watanabe Arisa Higashino                     |
| 2024      | Alex Lanier      | Akane Yamaguchi | Goh Sze Fei Nur Izzuddin                       | Liu Shengshu Tan Ning                   | Jiang Zhenbang Wei Yaxin                          |
| 2025      | Shi Yuqi         | An Se-young     | Kim Won-ho Seo Seung-jae                       | Liu Shengshu Tan Ning                   | Jiang Zhenbang Wei Yaxin                          |